# Monika Dobska
Monika Maria Dobska – polska ekonomistka, dr hab. nauk ekonomicznych, profesor uczelni Instytutu Marketingu Uniwersytetu Ekonomicznego w Poznaniu.

## Życiorys
W 1995 ukończyła studia magisterskie w zakresie zarządzania i marketingu na Wydziale Zarządzania Akademii Ekonomicznej w Poznaniu, 4 kwietnia 2003 obroniła pracę doktorską Zarządzanie przez jakość - TQM w polskim szpitalu, 4 lipca 2014 habilitowała się na podstawie pracy zatytułowanej Reorientacja w zarządzaniu przekształconym podmiotem leczniczym. W 2016 nadano jej tytuł profesora nadzwyczajnego. Została zatrudniona na stanowisku adiunkta w Katedrze Usług na Wydziale Zarządzania Uniwersytetu Ekonomicznego w Poznaniu.
Objęła funkcję profesora nadzwyczajnego w Katedrze Badań Rynku i Usług na Wydziale Zarządzania Uniwersytetu Ekonomicznego w Poznaniu, oraz w Wyższej Szkole Bezpieczeństwa w Poznaniu na Wydziale Studiów Społecznych w Poznaniu.
Jest profesorem uczelni Instytutu Marketingu Uniwersytetu Ekonomicznego w Poznaniu.